# مال إيفانز
مال إيفانز (بالإنجليزية: Mal Evans) هو مهندس ومنتج أسطوانات ومدير مواهب وملحن بريطاني، ولد في 27 مايو 1935 في ليفربول في المملكة المتحدة، وتوفي في 5 يناير 1976 في لوس أنجلوس في الولايات المتحدة بسبب إصابة بعيار ناري.

## وصلات خارجية
- مال إيفانز على موقع IMDb (الإنجليزية)
- مال إيفانز على موقع ميوزك برينز (الإنجليزية)
- مال إيفانز على موقع أول ميوزيك (الإنجليزية)
- مال إيفانز على موقع ديسكوغز (الإنجليزية)
- مال إيفانز على موقع قاعدة بيانات الفيلم (الإنجليزية)